# Cualedro
Cualedro és un municipi de la província d'Ourense a Galícia. Pertany a la Comarca de Verín. Limita al nord amb Laza i Sarreaus, a l'est amb Laza i Monterrei, a l'oest amb Baltar, Xinzo de Limia, Trasmiras i Sarreaus, i al sud amb Montalegre, a Portugal.
| 3.097 | 4.327 | 5.001 | 5.642 | 2.286 |
| Fonts: INE i IGE (Els criteris de registre censal variaren i les dades de l'INE i de l'IGE poden no coincidir.) |       |       |       |       |

## Parròquies
- Atás (Santa María)
- Baldriz (San Bartolomeu)
- Carzoá (San Roque)
- Cualedro (Santa María)
- Lucenza (Santa María)
- Montes (Santa Baia)
- Rebordondo (San Martiño)
- San Millao (Santa María)
- Vilela (Santiago)
- A Xironda (San Salvador)